# Nowy Raduszec (przystanek kolejowy)
Nowy Raduszec – zamknięty przystanek kolejowy w Nowym Raduszcu na linii kolejowej nr 365 Stary Raduszec – Bad Muskau, w powiecie krośnieńskim, w województwie lubuskim, w Polsce.